# マーキーズ・ホア
マーキーズ・ホア (Marquis Franklin "Bill" Horr、1880年5月2日 - 1955年7月1日)は、アメリカ合衆国の陸上競技選手。円盤投の選手として1908年ロンドンオリンピックに出場し、ギリシャ式円盤投では37.32mの記録でマーチン・シェリダンに次ぎ銀メダルを獲得。さらに通常の円盤投でも39.45mを投げ、シェリダン、メリット・ギフィン(Merritt Giffin)に次いで銅メダルを獲得した。